# Akihiro Kitamura

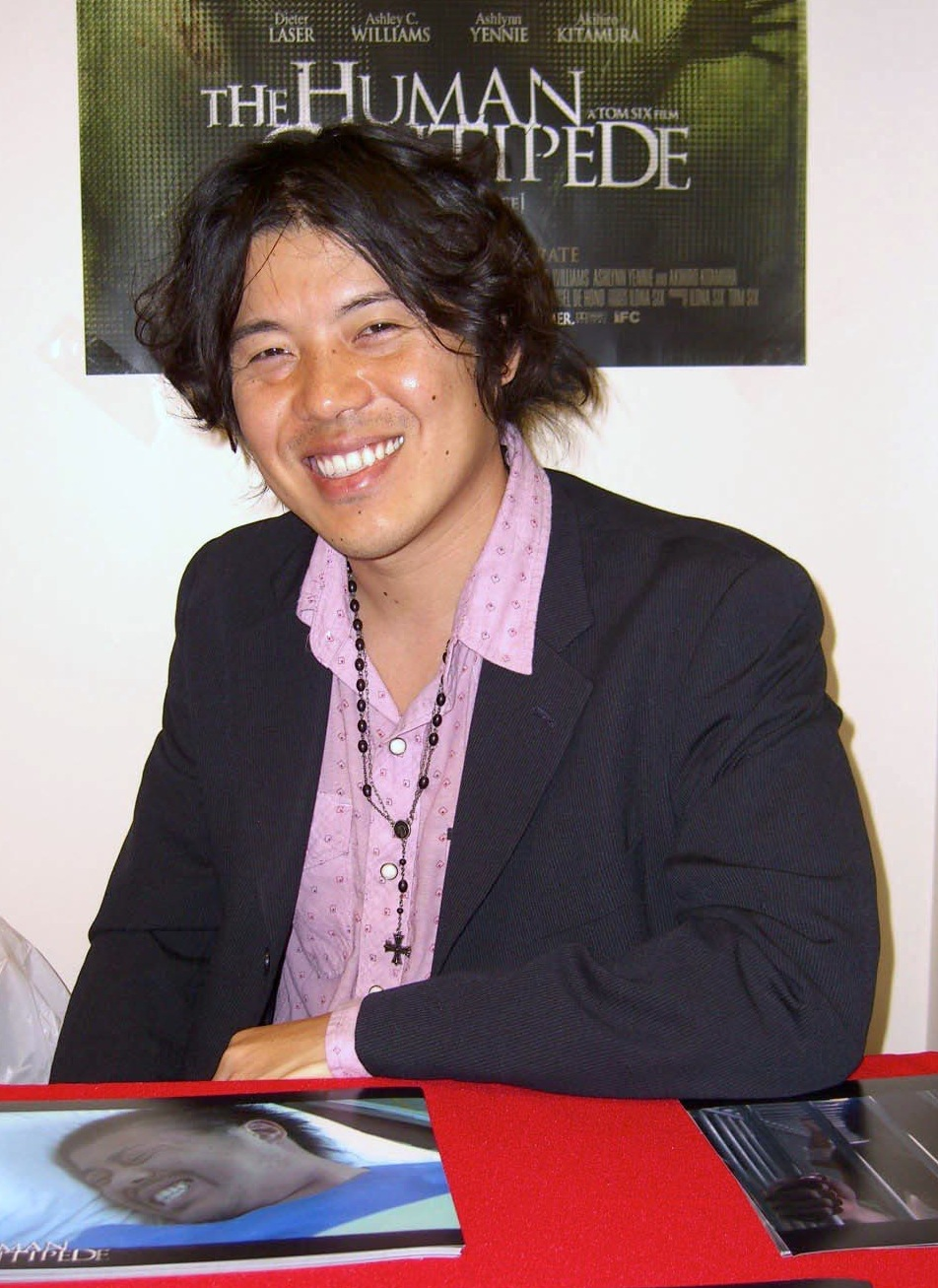
Kitamura em Manhattan, em 1 de outubro de 2010.

Akihiro Kitamura (26 de março de 1979, Kōchi) é um ator e diretor japonês, conhecido por atuar em The Human Centipede (First Sequence).

## Filmografia
| Cinema | Cinema                                       | Cinema     |
| Ano    | Filme                                        | Papel      |
| ------ | -------------------------------------------- | ---------- |
| 2004   | Porno                                        | Aki        |
| 2006   | I'll Be There with You                       | Aki        |
| 2007   | Blinded by Beauty                            | Director   |
| 2009   | The Human Centipede (First Sequence)         | Katsuro    |
| 2011   | Nipples & Palm Trees                         | Phil       |
| 2012   | SR Saitama no rappâ - Rôdosaido no toubousha | MC Rindou  |
| 2013   | It's a Beautiful Day                         | Masanori   |
| 2013   | Why Don't You Play in Hell?                  | Hitman     |
| 2014   | Operation Barn Owl                           | Kevin      |
| 2014   | Tokyo Tribe                                  | Mukade     |
| 2015   | The Human Centipede III (Final Sequence)     | Inmate 333 |